# Leichtathletik-Weltmeisterschaften 1991/Hammerwurf der Männer

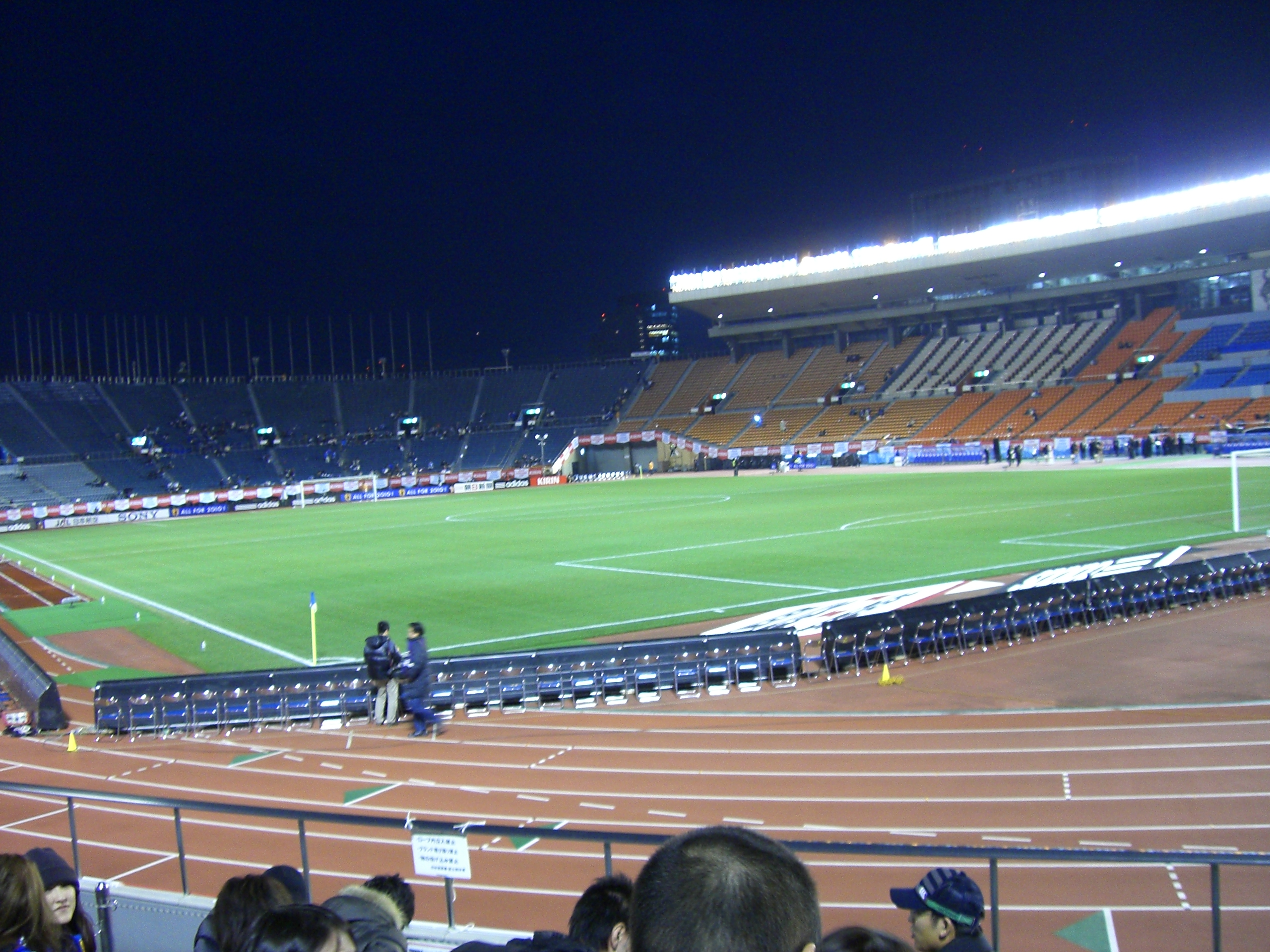
Das Olympiastadion in Tokio im Jahr 2008

Der Hammerwurf der Männer bei den Leichtathletik-Weltmeisterschaften 1991 wurde am 24. und 25. August 1991 im Olympiastadion der japanischen Hauptstadt Tokio ausgetragen.
Die sowjetischen Hammerwerfer kamen in diesem Wettbewerb zu einem Doppelerfolg. Mit Jurij Sjedych wurde einer der erfolgreichsten Hammerwerfer der Sportgeschichte Weltmeister. Er war zweifacher Olympiasieger (1976/1980), Olympiazweiter von 1988, dreifacher Europameister (1978/1982/1986), Vizeweltmeister von 1983 und Inhaber des Weltrekords. Nun hatte er auch den letzten großen Titel errungen, der ihm noch gefehlt hatte. Den zweiten Rang belegte der amtierende Europameister Ihar Astapkowitsch. Der Deutsche Heinz Weis errang die Bronzemedaille.

## Bestehende Rekorde
| Weltrekord | 86,74 m | Jurij Sjedych   | EM 1986 in Stuttgart, BR Deutschland | 30. August 1986   |
| WM-Rekord  | 83,06 m | Sergei Litwinow | WM 1987 in Rom, Italien              | 1. September 1987 |

Der bestehende WM-Rekord wurde bei diesen Weltmeisterschaften nicht eingestellt und nicht verbessert.

## Qualifikation
24. August 1991, 12:00 Uhr
27 Teilnehmer traten in zwei Gruppen zur Qualifikationsrunde an. Die Qualifikationsweite für den direkten Finaleinzug betrug 75,50 m. Vier Athleten übertrafen diese Marke (hellblau unterlegt). Das Finalfeld wurde mit den acht nächstplatzierten Sportlern auf zwölf Werfer aufgefüllt (hellgrün unterlegt). So reichten für die Finalteilnahme schließlich 73,24 m.

### Gruppe A

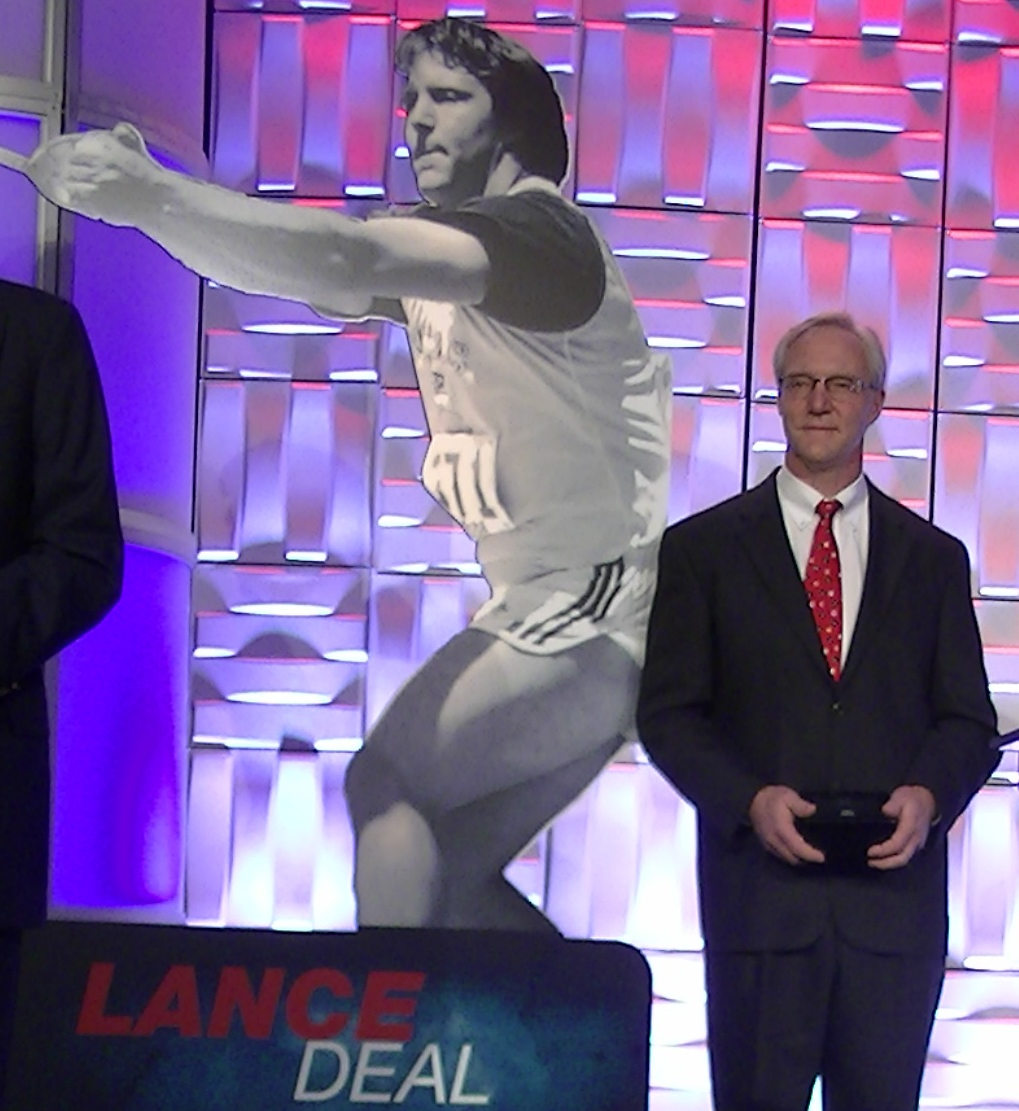
Lance Deal (hier im Jahr 2014 vor einem Bild aus seiner aktiven Zeit) erreichte mit seinen 72,90 m nicht das Finale

| Platz | Name               | Nation         | Resultat (m) |
| 1     | Andrei Abduwalijew | Sowjetunion    | 80,36        |
| 2     | Ihar Astapkowitsch | Sowjetunion    | 79,06        |
| 3     | Tibor Gécsek       | Ungarn         | 75,86        |
| 4     | Raphaël Piolanti   | Frankreich     | 74,92        |
| 5     | Sean Carlin        | Australien     | 74,90        |
| 6     | Claus Dethloff     | Deutschland    | 73,54        |
| 7     | Lance Deal         | USA            | 72,90        |
| 8     | Iwan Tanew         | Bulgarien      | 72,52        |
| 9     | Enrico Sgrulletti  | Italien        | 72,40        |
| 10    | Paul Head          | Großbritannien | 68,52        |
| 11    | Kjell Bystedt      | Schweden       | 67,20        |
| 12    | Guillermo Guzmán   | Mexiko         | 66,80        |
| 13    | Andrés Charadía    | Argentinien    | 66,52        |

### Gruppe B
| Platz | Name                     | Nation              | Resultat (m) |
| 1     | Jurij Sjedych            | Sowjetunion         | 77,96        |
| 2     | Plamen Minew             | Bulgarien           | 75,08        |
| 3     | Walter Ciofani           | Frankreich          | 74,74        |
| 4     | Heinz Weis               | Deutschland         | 74,40        |
| 5     | Ken Flax                 | USA                 | 73,26        |
| 6     | Bi Zhong                 | Volksrepublik China | 73,24        |
| 7     | Johann Lindner           | Österreich          | 72,90        |
| 8     | Imre Szitás              | Ungarn              | 71,92        |
| 9     | Savas Saritzoglou        | Griechenland        | 70,60        |
| 10    | Jud Logan                | USA                 | 70,04        |
| 11    | Angus Cooper             | Neuseeland          | 68,48        |
| 12    | Ajet Toska               | Albanien            | 67,26        |
| 13    | Cherif Farouk El Hennawi | Ägypten             | 57,26        |
| 14    | James Wong Tuck Yim      | Singapur            | 46,04        |

## Finale
25. August 1991, 15:00 Uhr
Anmerkung: Das Symbol "x" bedeutet "ungültig".
| Platz | Name               | Nation              | Resultat (m) | 1. Versuch (m)                          | 2. Versuch (m)                          | 3. Versuch (m)                          | 4. Versuch (m)                         | 5. Versuch (m)                         | 6. Versuch (m)                         |
| 1     | Jurij Sjedych      | Sowjetunion         | 81,70        | 81,38                                   | 81,70                                   | 81,06                                   | 80,26                                  | 79,28                                  | 79,94                                  |
| 2     | Ihar Astapkowitsch | Sowjetunion         | 80,94        | 77,52                                   | 79,66                                   | x                                       | 79,70                                  | 80,94                                  | 80,90                                  |
| 3     | Heinz Weis         | Deutschland         | 80,44        | 78,02                                   | 77,70                                   | 76,80                                   | 79,14                                  | 79,60                                  | 80,44                                  |
| 4     | Tibor Gécsek       | Ungarn              | 78,98        | 77,30                                   | x                                       | 75,62                                   | 77,16                                  | 78,68                                  | 78,98                                  |
| 5     | Andrei Abduwalijew | Sowjetunion         | 78,30        | 77,86                                   | 77,04                                   | 78,28                                   | x                                      | 78,30                                  | 77,86                                  |
| 6     | Walter Ciofani     | Frankreich          | 76,48        | x                                       | 74,46                                   | 76,48                                   | 75,68                                  | 75,68                                  | x                                      |
| 7     | Ken Flax           | USA                 | 75,98        | 75,68                                   | 75,35                                   | x                                       | 75,98                                  | 75,34                                  | x                                      |
| 8     | Raphaël Piolanti   | Frankreich          | 73,64        | 72,78                                   | 72,24                                   | 73,64                                   | x                                      | 72,08                                  | 73,44                                  |
| 9     | Sean Carlin        | Australien          | 73,24        | Ablauf in den Quellen nicht aufgelistet | Ablauf in den Quellen nicht aufgelistet | Ablauf in den Quellen nicht aufgelistet | nicht im Finale der besten acht Werfer | nicht im Finale der besten acht Werfer | nicht im Finale der besten acht Werfer |
| 10    | Claus Dethloff     | Deutschland         | 72,96        | Ablauf in den Quellen nicht aufgelistet | Ablauf in den Quellen nicht aufgelistet | Ablauf in den Quellen nicht aufgelistet | nicht im Finale der besten acht Werfer | nicht im Finale der besten acht Werfer | nicht im Finale der besten acht Werfer |
| 11    | Bi Zhong           | Volksrepublik China | 69,50        | Ablauf in den Quellen nicht aufgelistet | Ablauf in den Quellen nicht aufgelistet | Ablauf in den Quellen nicht aufgelistet | nicht im Finale der besten acht Werfer | nicht im Finale der besten acht Werfer | nicht im Finale der besten acht Werfer |
| 12    | Plamen Minew       | Bulgarien           | 68,70        | Ablauf in den Quellen nicht aufgelistet | Ablauf in den Quellen nicht aufgelistet | Ablauf in den Quellen nicht aufgelistet | nicht im Finale der besten acht Werfer | nicht im Finale der besten acht Werfer | nicht im Finale der besten acht Werfer |

## Videolinks
- Hammer Throw World Athletics Champs 1991 Tokyo Yuri Sedych auf youtube.com, abgerufen am 15. April 2020
- hammer throw astapkovich world champs 1991 79.66m auf youtube.com, abgerufen am 15. April 2020
- 3351 World Track & Field 1991 Hammer Men Heinz Weis auf youtube.com, abgerufen am 15. April 2020